# شعار الإعلان

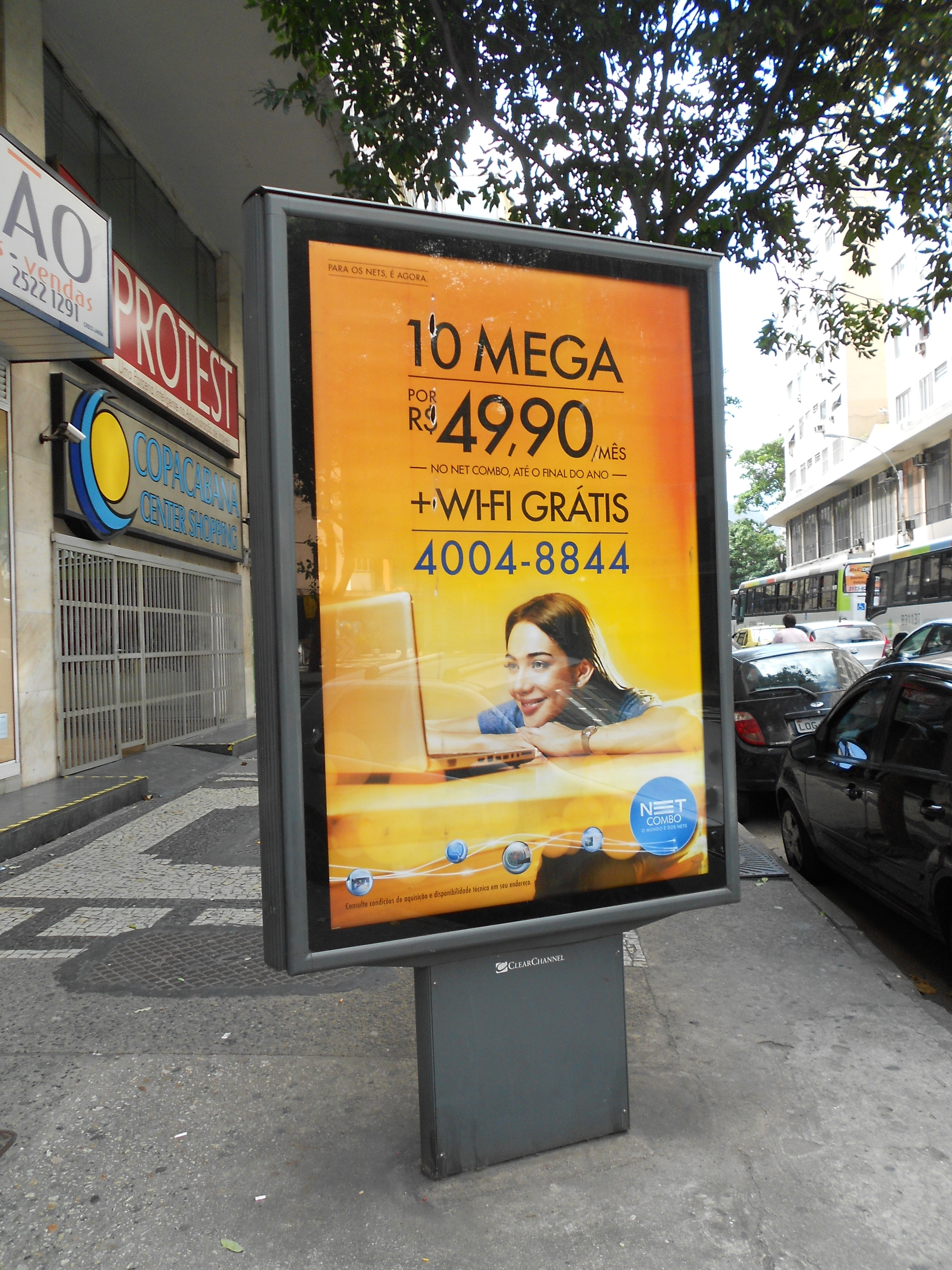

الشعارات الإعلانية عبارات قصيرة تستخدم في الحملات الإعلانية لخلق دعاية ولتوحيد الاستراتيجية التسويقية لشركة ما. قد تستخدم العبارات لجذب الانتباه إلى خاصية منتَج مميزة أو لتعزيز العلامة التجارية لشركة ما.

## أصل الكلمة والاصطلاح
وفقًا لقاموس ويبستر لعام 1913، كلمة سلوغان مشتقة من الكلمة الغيلية «سلو-غاريم» (وتعني صيحة المعركة). يشير تعريفها المعاصر إلى شعار إعلاني أو عبارة إعلانية يستخدمها كيان ما للتعبير عن غرض أو مثل أعلى. يُعرف هذا أيضًا باسم الجملة الشائعة. سطور الوصف أو الوسمات، هي مصطلحات أمريكية تصف اتصالات عامة وجيزة للترويج لمنتجات أو خدمات معينة. في المملكة المتحدة، تُدعى بسطور القفلة أو السطور الشريطية. في اليابان، تدعى شعارات الإعلان كاتشكوبي أو كاتش فريز.

## شكله
معظم إعلانات الشركات عبارات قصيرة لا تُنسى، وتتألف غالبًا من ثلاث إلى خمس كلمات. تتبنى الشعارات لهجات مختلفة للتعبير عن المعاني المختلفة. مثلًا، يمكن للشعارات المضحكة إنعاش المحادثات وزيادة قابلية تذكرها. غالبًا ما توحد الشعارات القطع الإعلانية المتنوعة للشركات عبر الوسائط المختلفة. قد تصاحب الشعارات لوغوهات أو أسماء علامات تجارية أو لازمات إعلانية موسيقية.

## استخدامها
يجري إنشاء بعض الشعارات لعملية تشكيل هوية الشركة طويلة المدى، بينما ينصب اهتمام البقية على حملات مخصصة مؤقتة. مع ذلك، ولأن بعض الأفكار تلقى صدى لدى الجمهور بالإصرار، يحافظ العديد من الشعارات الإعلانية على تأثيره حتى بعد توقف الاستخدام العام. إذا ما دخل شعار ما اللغة العامية الرائجة، يمكن أن يزيد التواصل الشفهي من وعي المستهلك بالمنتَج ويمد عمر الحملة، أو يؤدي إلى تبني شركة ما له لوقت طويل من ناحية الإعلان والهوية.
يزيد انخراط الاستجابات العاطفية أو استحضار ذكريات الماضي في الشعارات من احتمالية تبني العامة لها ومشاركتها. إضافة إلى ذلك، يؤدي ربط الشعار بأحد مواضيع النقاشات الاعتيادية (كالتوتر والطعام والزحام)، إلى ذكر المستهلكين الشعار أحيانًا أكثر وربطهم الشركة بتجربتهم الشخصية.
إذا ما تبنى العامة شعارًا ما، يمكن أن يكون له أثر بارز على تفاعلاتهم الاجتماعية اليومية. قد تلعب الشعارات دور نقاط اتصال بين أعضاء المجتمع لأن الأفراد يتشاركون سطور الوصف البليغة في محادثاتهم. بعكس ذلك، إذا كان فرد ما غير واعٍ بشعار أو سطر وصفي شائع، قد يُستبعد اجتماعيًا من المحادثة أو يُعفى من النقاش.

### الضبط الاجتماعي
تتضمن الشعارات الإعلانية باعتبارها أحد أنظمة الضبط الاجتماعي أدوات مشابهة لكلمات المرور والأقوال والشعارات الوطنية. يمكن معاينة استخدام الشعارات بقدر ما تثير الشعارات ردودًا غير واعية وغير مقصودة.

## الجدل الجاري
قد يكون قياس آثار حملة إعلانية فعالة أو غير فعالة أمرًا صعبًا بالنسبة للباحثين. يجادل النقاد أن السطور الوصفية شكل مرضٍ للذات وغير ضروري من أشكال التمييز السلعي للشركات وهو غير بليغ ولا جدير بالتذكر. مع ذلك، يجادل المؤيدون في أنه إذا ما دخلت السطور الوصفية الحديث العام اليومي، قد يتصاعد تأثير الشركة في السوق تصاعدًا أسيًا.